# Ferrari 275F1
Der Ferrari 275F1 war ein Formel-1-Rennwagen, gebaut und eingesetzt von der Scuderia Ferrari. 

## Entwicklungsgeschichte
Der Ferrari 275F1 war die Weiterentwicklung des Ferrari 125 und kam 1950 kurz in der Formel-1-Weltmeisterschaft zum Einsatz. Aurelio Lampredi, ein Verfechter von Motoren ohne Aufladung, entwickelte neue V-12-Motoren, die in die Typen 275F1, 340F1 und 375F1 eingebaut wurden. Im 275F1, der noch ein konventionelles Fahrgestell nach altem Muster, einen Rohrrahmen mit Längs- und Querträgern hatte, lief der 3,3-Liter-Motor, der eine maximale Leistung von 280 PS (206 kW) erreichte.
Zunächst war die grundsätzliche Auslegung der Motoren zukünftiger Formel-1-Ferraris noch umstritten. Am Ende wurde beschlossen, den Kompressor, der beim 125 F1 einige Probleme beim Abstimmen und durch übermäßigen Kraftstoffverbrauch verursacht hatte, aufzugeben und einen Saugmotor zu entwickeln, der auch in Sport- und Granturismo-Fahrzeuge eingesetzt werden konnte.
Die zu dieser Zeit geltende Formel-1-Regelung sah einen maximalen Hubraum von 4500 cm³ für Saugmotoren und 1500 cm³ für aufgeladene Motoren vor. Aurelio Lampredi entschied sich für einen 60°-12-Zylinder-V-Motor.
Der erste Schritt war ein experimenteller 3300-cm³-Motorentyp, der erstmals auf zwei modifizierten 166 MM in der Mille Miglia von 1950 zum Einsatz kam. Die Wagen wurden von Alberto Ascari und Luigi Villoresi gefahren und mussten wegen eines zerstörten Getriebes, das der Belastung durch den V12 nicht standhielt, aus dem Rennen genommen werden. Der Motor hatte je eine obenliegende Nockenwelle pro Zylinderbank, 3 Weber-Vergaser und leistete 300 PS (221 kW) bei 7200/min. In dieser Konfiguration wurde er in den 275 F1 eingebaut, der bald durch den 340F1 mit einem V12 mit 4100 cm³ ersetzt wurde, die Zwischenstufe zum 375F1 mit dem 4500-cm³-Motor.
Auch im Weiteren war das Auto konventionell konzipiert: Getriebe mit dem Motor verblockt, Radaufhängung vorn an Doppelquerlenkern, hinten De-Dion-Achse, dazu Querblattfedern an beiden Achsen und Houdaille-Stoßdämpfer.

## Rennhistorie
Der 275F1 gab sein Debüt beim Großen Preis von Belgien 1950 mit Alberto Ascari am Steuer, der hinter Fangio, Fagioli, Rosier und Farina den fünften Platz belegte. Der Wagen war gegenüber der Konkurrenz von Alfa Romeo offensichtlich untermotorisiert. Er wurde deshalb nur kurze Zeit eingesetzt. Bei Tests zum französischen GP erwies er sich für die schnelle Strecke von Reims als ungeeignet, weshalb die Scuderia am Rennen nicht teilnahm.
Der letzte Auftritt des 275F1 war beim Grand Prix of Nations in Genf, wo der neue 340F1 mit einem 4100-cm³-Motor und einem neuen Chassis hinzukam. Von Villoresi gesteuert, schied der Wagen auf dem fünften Platz liegend nach einem Fahrfehler aus.